# Зондакс, Валериан
Монсеньор Валериан Зондакс (1908-1986) — латвийский католический епископ. 

## Биография
Родился в Виляке 2 апреля 1908 года в семье Доната и Агаты Зондаксов. В 1923 году окончил школу и в 1927 году — гимназию в Аглоне, после чего поступил в католическую семинарию в Риге. 8 мая 1932 года в рижском соборе св. Иакова рукоположен епископом Антонием Спринговичем в сан священника. 
Молодые священники, в числе которых был Валериан Зондакс, были затем направлены на различные факультеты Латвийского университета, где им предстояло получить светское образование, чтобы затем преподавать различные предметы в католических гимназиях. Валериан Зондакс получил диплом магистра математики (1937), преподавал математику и астрономию, параллельно служа викарным священником в Аглоне, затем настоятелем прихода в Рушоне. В ходе советизации Латвии был, как и все священники, отстранён от преподавания; в годы немецкой оккупации на время вернулся в школу. 
Вскоре после войны переведён в Ригу, где стал профессором семинарии. Настоятель прихода кафедрального собора св. Иакова (1949), нотарий (1952) и канцлер курии. 
Арестован советскими властями в 1953 году. Подвергался пыткам и избиениям, последствия которых сохранялись на протяжении всей последующей жизни. Приговорён к 25 годам лишения свободы. В 1956 году освобождён, в 1957 году вновь арестован и содержался в заключении до 1960 года. Всего Валериан Зондакс провёл в советских тюрьмах 6 лет и 7 месяцев. 
С 1966 года вновь преподавал в семинарии, в 1969 году назначен её ректором и оставался на этом посту вплоть до своей смерти. 
В 1972 году назначен епископом-помощником двух вакантных епархий – Риги и Лиепаи, титулярным епископом Табаикары (Tabaicarensis). С разрешения советских властей выехал в Рим, где 12 ноября 1972 года был посвящён в епископский сан. Таинство совершил архиепископ Агостино Казароли, в то время возглавлявший Папскую комиссию «Pro Russia» в сослужении с апостольскими администраторами Риги епископом Юлианом Вайводсом и Каунаса Юозасом Матулайтисом-Лабукасом. 
Вернувшись в Латвию, продолжил руководить семинарией, посещать различные приходы. Будучи одним из немногих католических епископов в Советском Союзе, участвовал в жизни католиков в разных частях СССР. В 1982 году участвовал в епископском посвящении монс. Яниса Цакулса, ставшего апостольским администратором-коадъютором Риги и Лиепаи. 
Скончался 27 сентября 1986 года на 55-м году священства и 14-м году епископства. Похоронен в саду церкви св. Франциска при рижской семинарии.

## Источник
- Биографические сведения на сайте католической иерархии  (англ.)